# Sygyt
Sygyt (kyrilliska Сыгыт) är en form av chöömij där man specifikt med tungan formar resonanshålor i munhålan där höga övertoner förstärks. Dessa övertoner blir kraftigare och högre än vid vanlig chöömij. Dessutom kan bordunan (vilken är samma "strypta" grundton som i chöömij) dämpas något, vilket ytterligare får övertonerna att framträda. Tungans placering är betydligt längre fram i munhålan än vid chöömij och tungspetsen är vanligtvis placerad strax bakom där överkäkens framtänder möter tandköttet. Övertonerna kan även förstärkas genom att läpparna formar en inte alltför överdriven "trumpet". Sångstilen kännetecknas av dessa mycket höga och skarpa övertoner, vilka för ovana öron lätt förväxlas med flöjttoner eller vissling. Ordet sygyt betyder just vissling.